# Microrégion d'Irati
La microrégion d'Irati est l'une des quatre microrégions qui subdivisent le sud-est de l'État du Paraná au Brésil.
Elle comporte 4 municipalités qui regroupaient 95 714 habitants en 2006 pour une superficie totale de 2 834 km².

## Municipalités[1]
- Irati
- Mallet
- Rebouças
- Rio Azul